# Liste der Kreisstraßen im Kreis Plön
Die Liste der Kreisstraßen im Kreis Plön ist eine Liste der Kreisstraßen im schleswig-holsteinischen Kreis Plön.

## Abkürzungen
- K: Kreisstraße
- L: Landesstraße

## Liste
Straßen und Straßenabschnitte, die unabhängig vom Grund (Herabstufung zu einer Gemeindestraße oder Höherstufung) keine Kreisstraßen mehr sind, werden kursiv dargestellt. Der Straßenverlauf wird in der Regel von Nord nach Süd und von West nach Ost angegeben.
| Nr.  | Verlauf |
| ---- | --- |
| K 6  | L 67 – Gut Schönhagen – Schillsdorf – K 16 – K 42 – Schipphorst –                                                          |
| K 8  | (K 1 in Neumünster) – Kreisgrenze – Tasdorf – Aufeld – Kreisgrenze – (K 10 in Neumünster)                                  |
| K 10 | in Kirchbarkau – Barmissen – Postfeld – K 34 – Sieversdorf – L 49                                                          |
| K 13 | L 211 in Schönberg – K 38 – Krummbek – Bendfeld – Moorrehmen – Köhn – K 41 – Dransau – L 259 in Giekau                     |
| K 14 | K 43 in Wankendorf – Perdoel – Kalübbe –                                                                                   |
| K 15 | Kalifornien – K 50 – /L 50                                                                                                 |
| K 16 | (K 4 in Neumünster) – Kreisgrenze – Bönebüttel Siedlung – Bönebüttel – Bokhorst – K 6                                      |
| K 18 | (K 5 in Neumünster) – Kreisgrenze – L 67 in Großharrie                                                                     |
| K 19 | K 53 in Preetz – Kühren – Kührsdorf – L 67                                                                                 |
| K 20 | Ostsee – Sehlendorf – K 45 – Sechendorf –                                                                                  |
| K 21 | L 50 in Schönkirchen – Schönhorst – K 31 in Dobersdorf                                                                     |
| K 23 | (K 8 im Kreis Rendsburg-Eckernförde) – Kreisgrenze – L 67                                                                  |
| K 24 | – Röbsdorf – Schrevendorf – L 50 in Probsteierhagen                                                                        |
| K 25 | – Lepahn – Lebrade – L 53 – – Grebin – Kreisgrenze – (K 57 im Kreis Ostholstein)                                           |
| K 26 | L 165 – Matzwitz – Kembs – Behrensdorf (Ostsee) – K 32 – Seekamp – K 35 – Stöfs – L 165 in Lütjenburg                      |
| K 27 | – Blekendorf – L 178 in Högsdorf                                                                                           |
| K 28 | L 211 in Schlesen – Fargau – K 46 – Pratjau                                                                                |
| K 29 | /L 259 – Gottesgabe – in Engelau                                                                                           |
| K 30 | K 44 – Stein – Ellernbrook – Neustein – Laboe – K 51 –                                                                     |
| K 31 | L 50 in Probsteierhagen – Tökendorf – Dobersdorf – K 21 – K 39 – Mörken – Lilienthal – L 211                               |
| K 32 | Ostsee – K 26 in Behrensdorf (Ostsee)                                                                                      |
| K 33 | Ostsee – Heidkate – in Wisch                                                                                               |
| K 34 | K 10 in Postfeld – Bormsdorf – in Nettelsee                                                                                |
| K 35 | K 26 in Seekamp – Lippe – L 164 in Hohwacht (Ostsee)                                                                       |
| K 38 | L 211 in Höhndorf – K 38 – Krummbek – L 165                                                                                |
| K 39 | K 31 – Jasdorf – L 211 |
| K 40 | L 55 in Dannau – Gowens – L 178 in Högsdorf                                                                                |
| K 41 | L 165 – Hohenfelde – Schwartbuck – K 13 in Köhn                                                                            |
| K 42 | K 6 – K 43 in Wankendorf                                                                                                   |
| K 43 | Löptin – L 67 – L 49 – Stolpe – Wankendorf – K 42 – K 14 – Tanneneck – Ruhwinkel – Kreisgrenze – (K 101 im Kreis Segeberg) |
| K 44 | Wendtorfer Strand – K 30 – Wendtorf –                                                                                      |
| K 45 | L 164 – K 20 – in Kaköhl                                                                                                   |
| K 46 | K 28 in Fargau – Grabensee – in Wittenberger Passau                                                                        |
| K 47 | L 50 in Passade – L 211 in Höhndorf                                                                                        |
| K 48 | (K 23 in Kiel) – Kreisgrenze – L 52 – Klausdorf                                                                            |
| K 49 | (K 98 im Kreis Segeberg) – Kreisgrenze – Bredenbek – Pehmen – Stadtbek – Kreisgrenze – (K 98 im Kreis Segeberg)            |
| K 50 | K 15 in Kalifornien – Schönberger Strand – L 165                                                                           |
| K 51 | – Brodersdorf – K 30 – Heikendorf – K 52 – Mönkeberg – Kreisgrenze – (K 31 in Kiel)                                        |
| K 52 | K 51 – – L 50 in Schönkirchen                                                                                              |
| K 53 | L 49 in Preetz – K 19 – Schellhorn – Sophienhof –                                                                          |